# Персимон
Персимон је назив јестивог воћа из рода абонос или диоспирос (Diospyros). Познат и као каки (D. kaki), шарон воће (трговачко име које се односи искључиво на персимон из Израела, D. kaki), црни сапот (D. digyna), маболо или мекана јабука (D. discolor), драгун (D. lotus), тексашки персимон (D. texana) и амерички персимон (D. virginiana). У Србији га трговци зову још и јапанска јабука. Реч персимон потиче из похатанског, једног од алгонквинских језика источне Америке и значи „суво воће”.

## Воће
Персимон је најчешће обојен од светложуто-наранџасте до црвено-наранџасте, а величина варира од врсте и креће се од 2-8 cm у пречнику.
Чашични листић најчешће остаје остаје закачен за плод после убирања. Он може бити сферично и у облику жира или бундеве, у зависности од врсте. Једе се свеж, сушен, куван и конзервиран. Садржи велику количину глукозе и протеина, и има разноврсну примену у медицини и хемији.
Постоје две врсте персимон воћа. Једни садрже астрингенте који доводе воће до потпуног зрења, а затим и до опадања; док у другу групу спадају они који се беру и не садрже астрингенте.
Астрингентни облик садржи висок ниво танина и не може се јести док не постане кремасто сочан, осим уколико се астрингенти не уклоне или вештачки или након зрења излагајући воће светлости на хладно током неколико дана. Овај процес је познат као блетирање (bletting). Јестивост астрингентне форме је много боље када је воће осушено.
Не-астрингентне форме садрже доста мање количине танина и губе доста раније своје астрингентне. Могу се јести у разним фазама: од тврде до веома мекане и сочне. 
У комерцијалне облике спадају:
- Астрингентни облици:
  - Корејски;
  - Хашија (Hachiya).
- Не-астрингентни облици:
  - Фују (Fuyu) или јапански персимон;
  - Јиро (Jiro);
  - Ханагошо (Hanagosho).

### Врсте
Каки персимон / каки воће (јап. 柿) (D. kaki) је најраспрострањенија врста и представља деликатесно воће. Веома је слатког укуса и има влакнасту структуру. Ова врста, пореклом из Кине, је листопадна биљка са широким и тврдим листовима. Гајење овог воћа се убрзо проширило и на остале делове источне Азије, а почетком 19. века и на Калифорнију и јужну Европу.
Црни персимон или црни сапот (D. digyna) потиче из Мексика. Ово воће има зелену кору и белу унутрашњост, која брзо поцрни када се отвори.
Амерички персимон (D. virginiana) је пореклом са истока Северне Америке. Другачије се назива паувдад (pawdad).
Маболо или мекана јабука (D. discolor) потиче са Филипина. Постане светлоцрвена када се расече.
Урма-шљива (D. lotus) је пореклом из југозападне Азије и јужне Европе. Била је позната међу старим Грцима као „воће богова” (Dios pyros), па је то име узето и као научни назив за род. Назив „урма-шљива”, заправо потиче из енглеског језика (date-plum), се односи на мало воће, чији укус подсећа и на шљиву и на урму. Ова врста се помиње у Одисеји:
„... било је толико укусно да свако ко га је окусио заборавио је на повратак кући и зажелео је да остане и једе лотус са осталим обожаваоцима лотуса.”
Постоји мноштво других врста персимона које нису јестиве за људе.

### Складиштење
Оптимална температура за складиштење јапанских јабука је 0 ± 1°C што је препорука EU односно стандарда UNECE FFV-63 и GOST 51074-2003, а релативну влажност ваздуха треба одржавати на оптималних 90 до 95%.

### Нутрициони подаци
Овде приказане вредности су дате за 100 g свежег каки персимона. Могу се очекивати другачије вредности за друге врсте.
| Енергетска вредност |  | 293 kJ = 70 kcal                                      |
| ПРОТЕИНИ            |  | 0.58 g                                                |
| МАСТИ - укупно      |  | 0.19                                                  |
| -Засићене           |  | 0.02                                                  |
| УГЉЕНИ ХИДРАТИ      |  | 18.59                                                 |
| -Шећери             |  | 12.53 (фруктоза 5.56 g, глукоза 5.44 g, сахароза 1.54 ) |
| СИРОВА ВЛАКНА       |  | 3.6                                                   |
| Натријум            |  | 1                                                     |
| Калцијум            |  | 8                                                     |
| Гвожђе              |  | 0,15                                                  |
| Бакар               |  | 0,11                                                  |
| Магнезијум          |  | 0,36                                                  |
| Витамин Ц           |  | 7,5                                                   |
| Фолна киселина      |  | 8                                                     |

## Употреба у кулинарству
Персимон воће се једе и као свеже и као суво. У Кореји, пунч сујеонгва (sujeonggwa) се прави од сушеног персимона. У неким деловима Кине се листови персимона користе за чај (柿子葉茶).

## Дрво
Иако персимон дрво припада истом роду као и абонос, дрво персимона има ограничену примену у производњи предмета који захтевају тврдоћу. Најпознатије D. virginiana, благо обојено и фино влакнасто дрво, се користи за израду неких од најбољих штапова за голф и билијарских такова, као и у текстилној индустрији.
Као и друге биљке рода Diospyros, дебла старијих персимона су црна или тамнобраон обојена, што је у контрасту са млађим деблима која су бела.
Дрво се још користи за облагање традиционалног корејанског и јапанског намештаја.

## Фестивал персимона
Фестивал персимона се одржава сваке године у септембру у Мичелу, Индијана, САД, где централно место заузима такмичење у прављењу пудинга од персимона. Персимон пудинг је печени пудинг који подсећа на питу од бундева и увек се служи са шлагом на врху.